# Робінгуд (Міссісіпі)
Робінгуд (англ. Robinhood) — переписна місцевість (CDP) в США, в окрузі Ренкін штату Міссісіпі. Населення — 1491 особа (2020).

## Географія
Робінгуд розташований за координатами 32°12′1″ пн. ш. 89°58′2″ зх. д. / 32.20028° пн. ш. 89.96722° зх. д. (32.200396, -89.967330).  За даними Бюро перепису населення США в 2010 році переписна місцевість мала площу 13,64 км², з яких 13,16 км² — суходіл та 0,48 км² — водойми.

## Демографія
Згідно з переписом 2010 року, у переписній місцевості мешкало 1605 осіб у 604 домогосподарствах у складі 399 родин. Густота населення становила 118 осіб/км².  Було 702 помешкання (51/км²).
Расовий склад населення:
| - 92,9 % — білих - 2,0 % — чорних або афроамериканців - 0,9 % — корінних американців - 0,2 % — азіатів - 1,9 % — осіб інших рас |

До двох чи більше рас належало 2,1 %. Частка іспаномовних становила 4,0 % від усіх жителів.
За віковим діапазоном населення розподілялося таким чином: 25,6 % — особи молодші 18 років, 63,4 % — особи у віці 18—64 років, 11,0 % — особи у віці 65 років та старші. Медіана віку мешканця становила 38,3 року. На 100 осіб жіночої статі у переписній місцевості припадало 104,7 чоловіків;  на 100 жінок у віці від 18 років та старших — 102,7 чоловіків також старших 18 років.
Середній дохід на одне домашнє господарство  становив 44 597 доларів США (медіана — 29 896), а середній дохід на одну сім'ю — 49 675 доларів (медіана — 45 500). За межею бідності перебувало 34,9 % осіб, у тому числі 49,3 % дітей у віці до 18 років та 23,0 % осіб у віці 65 років та старших.
Цивільне працевлаштоване населення становило 522 особи. Основні галузі зайнятості: науковці, спеціалісти, менеджери — 17,0 %, освіта, охорона здоров'я та соціальна допомога — 16,9 %, роздрібна торгівля — 12,1 %, будівництво — 11,1 %.